# Франциско Гомес
Франциско (Сиско) Гомес (англ. Francisco Gomez; народ. 4 лютого 1985) — британський хореограф, визнаний майстер танцполу і один з наймодніших представників танцювальної індустрії нового покоління. Один з чотирьох суддів проєкту «Танці з зірками», яке виходить на українському телеканалі «1+1» та телевізійного талант-шоу «Танцюють всі!» загальнонаціонального українського телеканалу «СТБ» відповідного британського проекту So You Think You Can Dance (UK). Гомес представляє студію танців «Release Dance Complex» у Києві і так само є одним із суддів Кубка на найкращу студію України від «Release Dance Complex».

## Раннє життя та кар'єра
Народився 4 лютого 1985 року. Танцювати розпочав з 11 років, професійно — з 16-ти. Франциско Гомес має афро-колумбійського походження. Його батько - іспанець (з міста Севілья) і його мати з Колумбії (місто Калі). Мама Франциско Гомеса була танцівницею, тому танцювати він почав ще з раннього дитинства. Тому Сіско пішов по стопах своєї матері і став танцюристом.
У 11 років, навчаючись у школі, Франциско потрібно було зробити вибір між театром і футболом, і, звичайно, він обрав театр.
Коли Франциско виповнилося 16 років, він вперше поїхав до Лос-Анджелеса і Нью-Йорка. Це був також переломний момент у житті. Він витрачав усі гроші на тренування і поїздки, ночував на підлозі в різних квартирах — все заради того, щоб потренуватися з відомими хореографами, і вже в 17 компанія 2XS-UK почала своє існування. Франциско Гомес працює в ній артдиректором.
Працював з Фергі, Мадонною, Шуга Бейбс, Pink, співпрацював з компанією Nike, робив для них проморолики, також працював з Полою Абдул, Шеггі, Кайлі Міноуг.
Зараз він працює над своєю лінією одягу «Don Plastico», яку планує продавати  в Америці, Росії та Україні.
Нещодавно британський хореограф випробував свої сили в діджействі.

## Особисте життя
Відкритий гей Франциско Гомес, який довгий час був самотнім, поділився, що у нього нові стосунки.
Хореограф сказав, що його коханий - ірландець, і що у них прекрасні відносини, проте планувати весілля Гомес не поспішає: "Я дуже хочу одружитися в один прекрасний день, хочу мати сім'ю і дітей. Але з цим можна не поспішати. Потрібно провести з людиною принаймні кілька років. Все має бути органічно, але я дуже хочу мати сім'ю", - розповів Франциско.
Що ж до того, чим займається бойфренд Гомеса, той відповів, що не скаже, проте запевнив, що коханий не танцюрист, і точно не режисер.
У інтерв'ю в вересні 2014 року Франциско відкрито підтвердив ведучій Осадчій, що з бойфрендом повернувся з Мальти. Артист сказав, що мріє створити сім’ю у час, коли одностатеві шлюби будуть дозволені в усьому світі.

### Цікаві факти
- Франциско Гомес, відомий в Україні як суддя шоу "Танцюють всі" настільки прив’язався до нашої країни, що називає себе українцем. На плечі він носить тату українською мовою «Кохаю».
- Гомес підтримав Україну і розкритикував агресію Росії: «Але Україна – мій другий дім. Якщо я можу відволікти українців від політики хоч на секунду – це чудово! Те, що робить зараз Росія, – це так неправильно! Тож, якщо ми можемо танцями подарувати людям хоч крихту радості – я це робитиму! Я дуже радий, що повернувся!»
- Танцівник також виступив проти окупації Криму: «Він не належить Росії! Земля не стає твоєю тільки тому, що ти вважаєш, ніби маєш право ввести туди свої війська! Я переконаний, що ситуація з Кримом – це спосіб відвернути увагу росіян від значно більших проблем».
- Зріст - 1,80. Знає англійську, іспанську та німецьку мови, але водночас не має водійських прав[2].
- Улюблений фільм - «П'ятий елемент», пісня - «Sick» Sam Sparro.
- За знаком зодіаку — Водолій.

## Премії та нагороди
Отримав нагороду «Best New Choreographer» на «Carnival choreographer's showcase UK 2005».